# Саймон Каллоу
Саймон Філіп Г'ю Каллоу (англ. Simon Callow, 15 червня 1949, Стрітхем, Лондон, Велика Британія) — британський актор, режисер, оповідач і письменник. Він був двічі номінований на премію BAFTA за найкращу чоловічу роль другого плану за ролі у фільмах «Кімната з краєвидом» (1985) та «Чотири весілля та одні похорони» (1994). Він також грав у фільмах «Амадей» (1984), «Ейс Вентура: Коли кличе природа» (1995), «Закоханий Шекспір» (1998) та «Вікторія та Абдул» (2017). Серед його телевізійних робіт — «Шанс на мільйон» (1984) і «Чужинець» (2014). 

## Ранні роки
Каллоу народився 15 червня 1949 року в Стрітхемі, південний Лондон, у сім’ї секретарки Івонн Мері (уроджена Гіз) та бізнесмена Ніла Френсіса Каллоу.  Його батько мав французьке походження, а мати мала датське та німецьке походження.  Він був вихований як римо-католик. Каллоу був студентом Лондонської ораторської школи в західному Бромптоні, а потім ненадовго навчався в Королівському університеті Белфаста в Північній Ірландії, де він брав активну участь у визвольному русі геїв. Через рік він залишив диплом, щоб пройти трирічний курс акторської майстерності в Драматичному центрі Лондона .

## Кар'єра

#### Виконуючий обов'язки
Занурення Каллоу в театр почалося після того, як він написав листа від шанувальників серу Лоуренсу Олів’є, художньому керівнику Національного театру, і отримав відповідь із пропозицією приєднатися до їхніх касових співробітників. Спостерігаючи за репетиціями акторів, він зрозумів, що хоче грати. 
Каллоу дебютував на сцені в 1973 році, з'явившись у виставі «Три маєтки» в театрі Assembly Rooms в Единбурзі. На початку 1970-х років він приєднався до театральної трупи Gay Sweatshop і зіграв у фільмі Мартіна Шермана, який отримав визнання критиків «Проходячи мимо». У 1977 році він зіграв різні ролі в постановці Joint Stock Theatre Company «Epsom Downs», а в 1979 році він знявся в «Душі білої мурахи» Сну Вілсона в Сохо Полі. 
Каллоу з'явився в ролі Верлена в «Повному затемненні» (1982), лорда Фоппінгтона в «Рецидиві» (1983) і головній ролі у «Фаусті» (1988) у Lyric Hammersmith, де він також зняв «Пекельну машину» (з дамою Меггі Сміт ) у 1986 році.  У 1985 році він зіграв Моліну в «Поцілунку жінки-павука» в лондонському театрі Буша.  Він зіграв Моцарта в прем'єрі «Амадея» Пітера Шаффера в Національному театрі (1979), а також з'явився в оригінальній радіопрограмі BBC 1983 року. Пізніше він писав, що «досить рано відкрив для себе Моцарта: опери, симфонії, концерти, духові серенади — усе це було значною частиною мого музичного пейзажу, коли мене попросили зіграти партію композитора в «Амадеї» Пітера Шаффера; можливо, це була одна з причин, чому я отримав роботу».  Він виступав у Національному театрі в ролі Орландо в «Як вам це подобається» (1979) і Фульганціо в «Житті Галілея» (1980). 
Каллоу з'явився разом із Саїдом Джаффрі в британському телевізійному драматичному серіалі 1994 року «Маленькі Наполеони», граючи інтриганського консервативного радника в місцевому уряді. У 1996 році Келлоу зняв три музичні п’єси «Кантабіле» («Поїздка на роботу» , «Помста офіціанта» , «Ріцеркаре № 4»), написаних його другом Стівеном Олівером. Ricercare № 4 був замовлений Каллоу спеціально для Cantabile. Він озвучив хитрого і зрадливого Вольфганга в Shoebox Zoo. У 2004 році він з'явився в епізоді Comic Relief Little Britainна благодійність. У 2006 році він написав матеріал для програми BBC1 This Week , в якому нарікав на відсутність персонажів у сучасній політиці. Він грав роль графа Фоско, лиходія з роману Вілкі Коллінза «Жінка в білому», у фільмі (1997) і на сцені (2005, у мюзиклі Ендрю Ллойда Веббера у Вест-Енді). У 2016 році Каллоу зіграв головну роль у трисерійній оригінальній комедії «Бунтар».
У 2022 році він приєднався до акторського складу британського відродження фільму Коула Портера «Все буває», замінивши Гері Вілмота в ролі Еліші Вітні. Виробництво завершить тур у Великій Британії, перш ніж завершити показом у Barbican Center.  З 11 липня по 3 серпня 2008 року Каллоу з'явився на Стратфордському Шекспірівському фестивалі в Канаді у виставі There Reigns Love, виконанні сонетів Вільяма Шекспіра.  Того ж року він з’явився на Единбурзькому фестивалі, виконавши «Доктора Меріґолд» і «Містер Чопс» Чарльза Діккенса в адаптації та постановці Патріка Гарленда; повторюючи їх з грудня 2009 року по січень 2010 року в Riverside Studios і в турі в 2011 році.
У лютому 2008 року він зіграв психіатра в постановці «Equus» Пітера Шаффера, яку поставив Чичестерський фестивальний театр.
У період з березня по серпень 2009 року він грав Поццо в постановці Шона Матіаса «В очікуванні Ґодо» Семюеля Беккета з Ієном Маккелленом у ролі Естрагона, Патріком Стюартом у ролі Володимира та Рональдом Пікапом у ролі Лакі. Постановка гастролювала Британією перед показом у Королівському театрі Хеймаркет у Лондоні.
З червня по листопад 2010 року він брав участь у національному турі нової п’єси одного актора «Шекспір: Людина зі Стратфорда», написаної Джонатаном Бейтом, режисером Томом Кернсом і постановкою театральної групи Ambassador. П’єса була перейменована під назву «Бути Шекспіром» у зв’язку з її дебютом у Вест-Енді на Trafalgar Studios, де відбулася її прем’єра 15 червня 2011 року. Її було відновлено в тому ж театрі в березні 2012 року, перед показом у Нью-Йорку та Чикаго. У березні 2014 року він повернувся до Вест-Енду, цього разу в театрі Гарольда Пінтера. 
У жовтні 2014 року Келлоу з'явився в комедійному скетчі, створеному для Channel 4 The Feeling Nuts Comedy Night, щоб привернути увагу до раку яєчок. Того ж року він зіграв повторювану роль вигаданого герцога Сандрінгемського в телевізійному серіалі Starz «Чужинець». 

### Фільми
Він вперше знявся в кіно в 1984 році в ролі Шиканедера в фільмі «Амадей». Наступного року він з'явився в ролі преподобного містера Біба у фільмі «Кімната з краєвидом» . Його перша телевізійна роль була в епізоді Carry On Laughing «Orgy and Bess» у 1975 році, але її вирізали з остаточної версії. Він знявся в кількох серіалах ситуаційної комедії Channel 4 «Шанс на мільйон» у ролі Тома Ченса, ексцентричної особистості, з якою регулярно траплялися випадковості. Подібні ролі та роль у фільмі «Чотири весілля та одні похорони» принесли йому широку аудиторію.  Каллоу зіграв Плінія Старшого в дитячому драматичному серіалі CBBC 2007 року. Римські таємниці в епізоді «Таємниці Везувію». Він зіграв Армана Дюкена у міні-серіалі «Соколине око» на Disney+.

### Режисура
Келлоу також режисерував п’єси та писав: його «Бути актором» (1984) був критикою театру, де домінували режисери, на додаток до автобіографічних розділів, що стосувалися його ранньої кар’єри актора. У 1992 році він поставив п'єсу «Тіні» Шармана Макдональда та мюзикл «Моя прекрасна леді» з костюмами, розробленими Джаспером Конраном. У 1995 році він поставив сценічну версію класичного французького фільму Les Enfants du Paradis для Королівської Шекспірівської компанії.
Серед оперних постановок, здійснених Каллоу, — «Così fan tutte» у Люцерні, Die Fledermaus для шотландської опери в 1988 році, Il tritico для Broomhill Trust, Кент у серпні 1995 року, «Консул» Менотті в Holland Park Opera, Лондон у 1999 та Le roi malgré lui Шабріє в Grange Park Opera у 2003. Він також режисерував Кармен Джонс у Old Vic, Лондон у 1991, з Вільгельменією Фернандес у головній ролі. 
Однією з найвідоміших книг Келлоу є «Любов куди вона падає», аналіз його 11-річних стосунків із Пеггі Рамзі (1908–1991), видатним британським театральним агентом у 1960-1980-х роках. Він також багато писав про Чарльза Діккенса, якого він грав кілька разів: у моноспектаклі «Таємниця Чарльза Діккенса» Пітера Екройда; у фільмах Ганс Крістіан Андерсен: Моє життя як казка та Різдвяна пісня: Фільм ;і кілька разів на телебаченні, включаючи «Аудиєнцію з Чарльзом Діккенсом» (BBC, 1996) і «The Unquiet Dead», епізод 2005 року на BBC науково-фантастичний серіал Доктор Хто. Він повернувся до «Доктора Хто» у фіналі сезону 2011 року, знову взявши на себе роль Діккенса. 
У грудні 2004 року він був ведучим різдвяного шоу London Gay Men's Chorus ,Make the Yuletide Gay у Barbican Center у Лондоні. Зараз він є одним із меценатів Лондонської студії Михайла Чехова. У липні 2006 року Лондонська ораторська школа Schola оголосила Каллоу одним із своїх нових патронів. У листопаді 2007 року він погрожував піти у відставку через суперечки навколо Terrence Higgins Trust (благодійна організація боротьби зі СНІДом, патроном якої також є Каллоу). Іншими покровителями католицького хору є принцеса Майкл Кентська та провідний шотландський композитор Джеймс Макміллан . Він повторив свою роль Вольфганга в Shoebox Zooа також озвучив дикого й прагнучого до дії Мисливця. 

### Автор
Келлоу написав біографії Оскара Уайльда, Чарльза Лоутона, Орсона Уеллса та Річарда Вагнера . Він також написав антологію уривків Шекспіра «Шекспір про кохання» та брав участь у серії «Актори про Шекспіра» Кембриджа .
Відданий класичній музиці, він публікував статті в Gramophone.

#### Розповідь
Келлоу був читачем The Twits and The Witches в колекції аудіокниг Puffin Roald Dahl ( ISBN  978-0-140-92255-4 ) і створив аудіоверсії кількох скорочених книг П. Г. Вудхауса, які включають, серед іншого, вигадані персонаж Дживс . Серед них « Дуже добре», «Дживс» і «Тітки не джентльмени». Каллоу є читачем видання аудіокниги Вільяма Е. Уоллеса «Мікеланджело, Божий архітектор», опублікованого Princeton University Press.  Каллоу розповідав аудіокнигу Роберта Феглза 2006 переклад "Енеїди"  Вергілія. У листопаді 2009 року лейбл Hyperion Records випустив «Mini Stories» — запис гуртом Caput Ensemble, у якому Хафліді Халлгрімссон створив сюрреалістичну поезію Даниїла Хармса, за участю Каллоу як оповідача.

## Особисте життя
У 2007 році журнал The Independent зайняв 28 місце в списку найвпливовіших чоловіків і жінок Великобританії. У 1999 році він був призначений командором ордена Британської імперії (CBE) за заслуги в акторській діяльності. 
Він був одним із перших акторів, які публічно оголосили про свою гомосексуальність, зробивши це у своїй книзі «Бути актором» 1984 року.
Він одружився з Себастьяном Фоксом у червні 2016 року.

В інтерв'ю Каллоу заявив:
Я насправді не активіст, хоча я знаю, що є деякі політичні дії, які можна зробити, які справді змінюють ситуацію, і я вважаю, що моє відкриття як гея було, мабуть, однією з найцінніших речей, які я зробив у своєму житті. Я не думаю, що жоден актор робив це добровільно, і я думаю, що це допомогло змінити культуру. 
У серпні 2014 року Келлоу був одним із 200 громадських діячів, які підписали лист до The Guardian, у якому висловили надію, що Шотландія проголосує за те, щоб залишитися частиною Сполученого Королівства на вересневому референдумі з цього питання.

## Вибрана фільмографія

### Фільми
| Рік      | Назва                                                | Роль                            | Примітки                                                             |
| -------- | ---------------------------------------------------- | ------------------------------- | -------------------------------------------------------------------- |
| 1984 рік | Амадей                                               | Емануель Шиканедер / Папаген    | У прем'єрній постановці Каллоу виконав роль Моцарта                  |
| 1985 рік | Добрий батько                                        | Марк Варда                      |                                                                      |
| 1985 рік | Кімната з краєвидом                                  | Преподобний містер Бібі         | Номінація – Кінопремія BAFTA за найкращу чоловічу роль другого плану |
| 1987 рік | Моріс                                                | Містер Дюсі                     |                                                                      |
| 1988 рік | Маніфест                                             | Начальник поліції Хант          |                                                                      |
| 1990 рік | Листівки з Краю                                      | Саймон Асквіт                   |                                                                      |
| 1990 рік | Містер і місіс Брідж                                 | Доктор Алекс Зауер              |                                                                      |
| 1991 рік | Балада про сумне кафе                                |                                 | Номінований режисер – Золотий Берлінський Ведмідь                    |
| 1992 рік | Говард Енд                                           | Викладач музики та змісту       | Камео                                                                |
| 1992 рік | М'який верх з жорстким плечем                        | Едді Чердовскі                  |                                                                      |
| 1994 рік | Чотири весілля і один похорон                        | Гарет                           | Номінація – Кінопремія BAFTA за найкращу чоловічу роль другого плану |
| 1994 рік | Вуличний боєць                                       | Офіційний АН                    |                                                                      |
| 1995 рік | Англія, моя Англія                                   | Карл II                         |                                                                      |
| 1995 рік | Перемога                                             | Zangiacomo                      |                                                                      |
| 1995 рік | Джефферсона в Парижі                                 | Річард Косвей                   |                                                                      |
| 1995 рік | Ейс Вентура: Коли кличе природа                      | Вінсент Кедбі                   | Головний антагоніст                                                  |
| 1996 рік | Джеймс і гігантський персик                          | Містер Коник                    | Голос                                                                |
| 1998 рік | Червона туніка                                       | Капітан Ферфакс                 |                                                                      |
| 1998 рік | Спальні та коридори                                  | Кіт                             |                                                                      |
| 1998 рік | Закоханий Шекспір                                    | Сер Едмунд Тінлі                | Премія Гільдії кіноакторів за найкращу роль акторів у фільмі         |
| 1999 рік | Навколо світу за 80 днів                             | Філес Фогг                      | Голос                                                                |
| 1999 рік | Сміття                                               |                                 |                                                                      |
| 1999 рік | Ноттінг Хілл                                         | Самого себе                     | незазначена роль у фільмі                                            |
| 2001 рік | Нічия земля                                          | Полковник М'який                |                                                                      |
| 2001 рік | Різдвяна пісня: фільм                                | Ебенізер Скрудж                 |                                                                      |
| 2002 рік | Громові штани                                        | Сер Джон Осгуд                  |                                                                      |
| 2002 рік | Merci Docteur Rey                                    | Боб                             |                                                                      |
| 2003 рік | Яскраві молоді речі                                  | Король Анатолії                 |                                                                      |
| 2004 рік | Георгій і Дракон                                     | Король Едгар                    |                                                                      |
| 2004 рік | Привид Опери                                         | Андре                           |                                                                      |
| 2005 рік | Ганчіркова казка                                     | Товстун Рурк                    |                                                                      |
| 2005 рік | Цивілізація Максвелла Брайта                         | Містер Врот                     |                                                                      |
| 2005 рік | Боб дворецький                                       | Містер Батлер                   |                                                                      |
| 2006 рік | Сабіна                                               | Євген Блейлер                   |                                                                      |
| 2007 рік | Хімічне весілля                                      | Професор Хаддо / Алістер Кроулі |                                                                      |
| 2007 рік | Арн - тамплієр                                       | Батько Генрі                    |                                                                      |
| 2011 рік | Без звичайних дрібниць                               | Гай Візерспун                   |                                                                      |
| 2012 рік | Діяння Годфруа                                       | Годфрі                          |                                                                      |
| 2014 рік | Чарівник: Дивовижне життя та творчість Орсона Уеллса | Себе                            |                                                                      |
| 2016 рік | Золоті роки                                          | Ройстон                         |                                                                      |
| 2016 рік | Будинок віце-короля                                  | Сиріл Редкліфф                  |                                                                      |
| 2016 рік | Mindhorn                                             | Себе                            | Камео                                                                |
| 2017 рік | Хемпстед                                             | Суддя                           |                                                                      |
| 2017 рік | Вікторія і Абдул                                     | Джакомо Пуччіні                 |                                                                      |
| 2017 рік | Людина, яка винайшла Різдво                          | Джон Ліч                        |                                                                      |
| 2018 рік | Блакитна Ігуана                                      | Дядько Мартін                   |                                                                      |
| 2025     | Вічне повернення                                     | Малкольм                        |                                                                      |

### Телебачення
| Рік            | Назва                                | Роль                              | Примітки                                                 |
| -------------- | ------------------------------------ | --------------------------------- | -------------------------------------------------------- |
| 1975 рік       | Приєднайтеся!                        | Воллі                             |                                                          |
| 1976 рік       | Суїні                                | Детектив сержант                  |                                                          |
| 1981 рік       | Людина долі                          | Наполеон                          |                                                          |
| 1981 рік       | Монолог WHAuden                      | WHAuden                           |                                                          |
| 1984 рік       | Шанс на мільйон                      | Том Ченс                          |                                                          |
| 1985 рік       | Честь, прибуток і задоволення        | Гендель                           | Телевізійний фільм                                       |
| 1986 рік       | Мертва голова                        | Хьюго Сільвер                     |                                                          |
| 1986 рік       | Девід Копперфілд                     | Містер Мікобер                    |                                                          |
| 1987 рік       | Інспектор Морзе                      | Теодор Кемп                       | Серія: «Язик Росомахи»                                   |
| 1990 рік       | Old flames                           | Натаніель Куас                    |                                                          |
| 1993 рік       | Фатальна жінка                       | Вікарій Ронні                     |                                                          |
| 1994 рік       | Маленькі Наполеони                   | Едвард Фезерс                     |                                                          |
| 1996 рік       | Аудиєнція з Чарльзом Діккенсом       | Чарльз Діккенс                    |                                                          |
| 1995 рік       | Тайний проїзд                        | Майор Оуенс                       |                                                          |
| 1997 рік       | Жінка в білому                       | Граф Фоско                        |                                                          |
| 1998 рік       | Випробування та відплата II          | Руперт Холлідей                   |                                                          |
| 2000 рік       | Таємниця Чарльза Діккенса            | Чарльз Діккенс                    | Телевізійний фільм                                       |
| 2001 рік       | Не їжте сусідів                      | Лисиця та ведмідь                 |                                                          |
| 2002 рік       | NOVA: Битва Галілея за небеса        | Галілей                           | Документальний фільм                                     |
| 2003 рік       | Ангели в Америці                     | Попередній предок Уолтера 2       | міні-серіал                                              |
| 2004 рік       | Зоопарк взуттєвої коробки            | Кінь мисливець на вовка Вольфганг | Серіал, 12 серій                                         |
| 2004 рік       | Агата Крісті Марпл                   | Полковник Теренс Мелчетт          | Епізод: «Тіло в бібліотеці»                              |
| 2005 рік       | Рим                                  | Публій Сервілій                   | Епізод: "Егерія"                                         |
| 2005,2011      | Лікар,який                           | Чарльз Діккенс                    | Епізоди: «The Unquiet Dead», «The Wedding of River Song» |
| 2006 рік       | Вбивства в Мідсомері                 | Доктор Річард Веллоу              | Епізод: «Мертві листи»                                   |
| 2006 рік       | Класичні напрямки                    | Оповідач                          |                                                          |
| 2007 рік       | Римські таємниці                     | Пліній Старший                    | Епізоди: «Таємниці Везувію»                              |
| 2007 рік       | Компанія                             | Елігу                             |                                                          |
| 2007 рік       | Як гей-секс змінив світ              | він сам                           |                                                          |
| 2007 рік       | Трик або задоволення                 | себе                              | 1 епізод                                                 |
| 2008 рік       | Містер Чоловіче шоу                  | Оповідач                          |                                                          |
| 2009 рік       | Льюїс                                | Вернон Окс                        | Епізод: "Counter Culture Blues"                          |
| 2009 рік       | Пригоди Сари Джейн                   | Дерево Блатерін                   | Озвучений епізод: "Подарунок"                            |
| 2011 рік       | Це Джинсі                            | Трекер                            | Епізод: "Іменний черв'як"                                |
| 2011 рік       | Popstar до Operastar                 | себе                              |                                                          |
| 2011 рік       | Школа мрії Джеймі                    | себе                              |                                                          |
| 2013 рік       | Пуаро Агати Крісті                   | Доктор Генріх Лутц                | Епізод: "Подвиги Геркулеса"                              |
| 2014-2016 роки | Іноземець                            | Герцог Сандрінгемський            | 5 серій в 1 і 2 сезонах                                  |
| 2014 рік       | Плебс                                | Віктор                            | Епізод: "Кандидат"                                       |
| 2014 рік       | Вечір комедійного почуття            | себе                              |                                                          |
| 2015 рік       | Суботній вечір Ant & Dec на винос    | Гість у шоу "Кінець шоу"          | 12 сезон, 2 серія                                        |
| 2016 рік       | Галавант                             | Едвін Чудовий                     | Епізод: "Найкращий у світі поцілунок"                    |
| 2016 року      | Повстанець                           | Генрі Палмер                      | Головний персонаж                                        |
| 2016 рік       | Життя року з Браяном Перном          | Беннет Сент-Джон                  | 3 сезон, 3 серія                                         |
| 2017 рік       | Георг ІІІ: Геній божевільного короля | Георг ІІІ                         | Голос; Документальний фільм BBC про Георга ІІІ           |
| 2017 рік       | Вбивства в Мідсомері                 | Вернон де Гартог                  | Епізод: "Прокляття дев'ятого "                           |
| 2018 рік       | Смерть у раю                         | Ларрі Саут                        | 7 сезон, 3 серія                                         |
| 2018 рік       | Колядка                              | Оповідач/Актор                    | ВВС4                                                     |
| 2018 рік       | Мертва кімната                       | Обрі Джадд                        | ВВС4                                                     |
| 2021 рік       | Соколине око                         | Арман Дюкен ІІІ                   | Епізод: "Ніколи не зустрічай своїх героїв"               |
| 2021-2023 роки | Відьмак                              | Кодрінгер                         | 2 епізоди                                                |
| 2022 рік       | Всередині №9                         | Дік                               | Сезон 8, серія 1 "Кістки святого Миколая"                |
| 2023 рік       | Прибиральник                         | Пан Абахассін                     | Епізод: "Клоун"                                          |

## Зовнішні посилання
https://en.wikipedia.org/wiki/Simon_Callow